# ATC code D04
ATC code D04 ضد خارش‌ها، از جمله آنتی‌هیستامین، بی‌حس‌کننده‌ها و غیره زیرگروهی درمانی از سیستم طبقه‌بندی شیمیایی درمانی آناتومیک است. این سیستمِ متشکل از کدهای حرفی‌عددی را سازمان جهانی بهداشت برای طبقه‌بندی داروها و سایر تولیدات پزشکی ایجاد کرده است. زیرگروه D04 جزوی از گروه آناتومیک D مرتبط به پوست و ضمائم است.

کدهای مورد استفاده در دامپزشکی (کدهای ATCvet) را می‌توان با گذاشتن حرف Q جلو کدهای انسانی ATC ایجاد کرد: مثلاً QD04. کدهای ATCvet که فاقد کدهای انسانی متناظر ATC هستند، در فهرست ذیل با حرف آغازین Q ذکر شده‌اند.
ممکن است نسخه‌های ملی از طبقه‌بندی ATC حاوی کدهای اضافه‌ای باشند که در این فهرست (نسخهٔ سازمان جهانی بهداشت) نیامده باشند.

## ضدخارش‌ها، از جملهآنتی‌هیستامین،بی‌حس‌کننده‌هاو غیره

### D04AA آنتی‌هیستامین‌ها برای استفادهٔموضعی
D04AA01 Thonzylamine
D04AA02 پیریلامین مالئات
D04AA03 Thenalidine
D04AA04 Tripelennamine
D04AA09 Chloropyramine
D04AA10 پرومتازین
D04AA12 Tolpropamine
D04AA13 Dimetindene
D04AA14 کلماستین
D04AA15 Bamipine
D04AA16 Pheniramine
D04AA22 ایزوتیپندیل
D04AA32 دیفن هیدرامین
D04AA33 Diphenhydramine methylbromide
D04AA34 Chlorphenoxamine

### D04AB Anesthetics for topical use
D04AB01 لیدوکائین
D04AB02 Cinchocaine
D04AB03 Oxybuprocaine
D04AB04 بنزوکائین
D04AB05 Quinisocaine
D04AB06 تتراکائین
D04AB07 Pramocaine
QD04AB51 Lidocaine, combinations